# O Sertanejo
O Sertanejo é um dos romances (e uma história didaticamente regionalista, com estilo de escrita que incorpora elementos do dialeto sertanejo) do escritor brasileiro José de Alencar.
Publicado em 1875, ano em que também publica um romance urbano de atualidade, Senhora, O sertanejo é um dos últimos trabalhos de ficção do autor. Classificado entre os romances regionalistas, por ser ambientando no sertão do Ceará, também pertence ao ciclo dos romances históricos, pois sua ação se desenvolve na segunda metade do século XVIII. 
O romance apresenta uma prosa com personagens característicos do sertão brasileiro representados pelo povo sertanejo. A personagem principal é "Arnaldo", o narrador é o próprio ator que conta a história do sertanejo, história que se passa no sertão de Quixeramobim, no Ceará.